# Vitamina K2
A vitamina K2 ou menaquinona é um dos três tipos de vitamina K, as outras duas sendo a vitamina K1 (filoquinona) e K3 (menadiona). K2 é um tecido e produto bacteriano (derivado da vitamina K1 em ambos os casos) e é normalmente encontrado em produtos de origem animal ou alimentos fermentados.
Há nove variantes químicas da vitamina K2, definida pelo número de unidades isoprenil em suas cadeias laterais. O mais comum na dieta humana é o de cadeia curta, solúveis em água, menatetrenona (MK-4), que normalmente é produzida pelo tecido e/ou conversão da vitamina K1 por bactérias e é comumente encontrada em produtos de origem animal. É sabido que a produção de MK-4 da planta dietética de vitamina K1 pode ser realizado por tecidos animais, como prossegue, em germe, livre de roedores.
Menaquinonas de cadeia longa (mais do que o MK-4) incluir MK-7, MK-8 e MK-9 e são mais predominantes nos alimentos fermentados como natto. Maior cadeia de menaquinonas (MK-10 MK-13) são produzidos por bactérias anaeróbica no cólon, mas eles não são bem absorvidos, a este nível, e têm pouco impacto fisiológico.
Quando não há unidades isoprenil na cadeia lateral, o restante da molécula de vitamina K3. Isso só pode ser fabricado sinteticamente, e é utilizado na alimentação animal. Antigamente, era dado a bebês prematuros, mas devido a eventuais toxicidade na forma de anemia hemolítica e icterícia, ele não é mais utilizado para esta finalidade.

## Mecanismo de Ação
O mecanismo de ação da vitamina K2 é similar à da vitamina K1. As vitaminas K foram inicialmente reconhecidas como um fator necessário para a coagulação, mas as funções desempenhadas por esse vitamina grupo foram revelou ser muito mais complexa. Vitaminas K desempenham um papel essencial como co-fator da enzima γ-glutamil-carboxilase, que está envolvida na carboxilação de proteínas vitamina K-dependentes (por exemplo, na conversão de peptídeos ligados a substituição do ácido glutâmico (Glu) a γ-carboxi ácido glutâmico.
A carboxilação destes vitamina proteínas-Abl K-dependentes, além de ser essencial para a função da proteína, também é uma vitamina importante mecanismo de recuperação, uma vez que serve como uma reciclagem caminho para recuperar a vitamina K a partir de sua metabólitos epóxidas (KO) para reutilização na carboxilação.
Vários proteínas contendo Abl sintetizadas em diversos tipos de tecidos foram descobertos:
- Fatores de coagulação (II, VII, IX, X), bem como a anticoagulação proteínas C, S, Z). Estas proteínas Abl são sintetizadas no fígado e desempenham um importante papel no sangue homeostase.[3]
- A osteocalcina. Esta proteína não colagênica é secretado pelos osteoblastos e desempenha um papel essencial na formação de minerais no osso.
- Matriz gla protein (MGP). Esta calcificação inibidores de proteína é encontrada em vários tecidos do corpo, mas seu papel é mais pronunciado na cartilagem e em arterial paredes do vaso.[4][5]
- O crescimento prisão proteína específica de 6 (GAS6). GAS6 é secretadas por leucócitos e células endoteliais em resposta a lesões e ajuda na célula de sobrevivência, proliferação, migração e adesão.
- Proteínas Abl ricas em Prolina (PRGP), transmembrana Abl-proteínas (TMG), Abl ricos em proteína (GRP) e periostina. Suas funções exatas ainda são desconhecidas.

## A ingestão alimentar em seres humanos
Não há evidência suficiente para publicar uma dieta valor de referência para a vitamina K ou K2. Elas têm, no entanto, publicou uma ingestão adequada (IA) para a vitamina K, mas não o valor especificamente para K2. A evidência sugere K2 é convertido de dieta K1 em ratos, então eles podem não necessitam de uma ingestão de K2.
Não existe nenhuma toxicidade associada a altas doses de menaquinonas (vitamina K2). Ao contrário de outras vitaminas lipossolúveis, a vitamina K não é armazenada em qualquer quantidade significativa no fígado; portanto, o nível tóxico não é um problema descrito. Todos os dados disponíveis a partir de 2017 demonstram que a vitamina K não tem efeitos adversos em sujeitos saudáveis. As recomendações para a ingestão diária de vitamina K, como a emitida recentemente pelo Instituto de Medicina dos EUA, também reconhece a ampla margem de segurança de vitamina K: "uma pesquisa da literatura revelou nenhuma evidência de toxicidade associada com a ingestão de K1 e K2". Modelos animais envolvendo ratos, se generalizáveis aos seres humanos, mostram que o MK-7 é bem tolerada.
A importância da vitamina K2 é amplamente debatida e defendida no mundo acadêmico desde a publicação da obra Nutrition and Physical Degeneration, do renomado pesquisador Weston Price, em 1939.